# Rupert Crosse
Rupert Crosse (29 de novembro de 1927 – 5 de março de 1973) foi um ator americano de televisão e cinema apontado como o primeiro afro-americano a receber uma indicação ao Oscar de Melhor Ator Coadjuvante — por seu papel na adaptação de 1969 de The Reivers, de William Faulkner.

## Biografia
Nascido Robert A. Crosse Jr. na cidade de Nova Iorque, Crosse foi criado por seus avós em Neves após a morte de seu pai. Ele retornou aos Estados Unidos para servir no Exército por dois anos antes de ingressar na Bloomfield College. Mais tarde, Crosse trabalhou na Brooklyn College como conselheiro.
Em 1970, Crosse casou-se com a cantora Chris Calloway, filha de Cab Calloway. Eles tiveram um filho, Rupert Osaze Dia Crosse, que tinha nove meses na época da morte de Crosse. O filho deles morreu em 2002 de um problema cardíaco causado por abuso de drogas anterior. Calloway morreu de câncer de mama em agosto de 2008.
Crosse morreu de câncer de pulmão em 5 de março de 1973 em Neves.

## Carreira
Depois de estudar atuação com John Cassavetes, Crosse apareceu em dois filmes de Cassavetes: Sombras (pelo qual ganhou o prêmio do Festival Internacional de Cinema de Veneza) e Too Late Blues (1962).
Membro vitalício do The Actors Studio, Crosse fez inúmeras aparições na televisão na década anterior a conseguir o papel de Ned McCaslin no filme de 1969 The Reivers, dirigido e estrelado por outros membros do estúdio Mark Rydell e Steve McQueen, respectivamente. Seu último papel nas telas foi na sitcom The Partners, ao lado de Don Adams. Pouco antes de sua morte, Crosse foi escalado como Mulhall em The Last Detail (1973), retirando-se do papel após saber que sofria de câncer terminal.

## Filmografia
| Ano       | Título                            | Personagem                    | Notas                                                  |
| --------- | --------------------------------- | ----------------------------- | ------------------------------------------------------ |
| 1959      | Sombras                           | Rupert                        |                                                        |
| 1959      | Johnny Staccato                   | Redtop                        | Episódio: "Collector's Item"                           |
| 1961      | Rawhide                           | Um soldado                    | T3:E10, "Incident of the Buffalo Soldier"              |
| 1961      | Have Gun – Will Travel            | Aaron Jedediah Gibbs          | Episódio: "The Hanging of Aaron Gibbs"                 |
| 1961      | Too Late Blues                    | Baby Jackson                  |                                                        |
| 1962      | The Dick Powell Show              |                               | Episódio: "Borderline"                                 |
| 1963      | Alfred Hitchcock Presents         | Dr. Paul Mackey               | Episódio: "Diagnosis: Danger"                          |
| 1963      | Twilight of Honor                 | Assistente de carcereiro      | Sem créditos                                           |
| 1963      | The Great Adventure               | William Still                 | Episódio: "Go Down, Moses"                             |
| 1963–1964 | Ben Casey                         | George                        | 2 episódios                                            |
| 1964      | The Best Man                      | Repórter                      | Sem créditos                                           |
| 1964      | Marnie                            | Funcionário de escritório     | Sem créditos                                           |
| 1964–1966 | The Man from U.N.C.L.E.           | General Molte Nobuk Cabo Remy | 2 episódios                                            |
| 1965      | Wild Seed                         | Vagabundo                     | Título alternativo: Fargo                              |
| 1965      | The Wackiest Ship in the Army     |                               | Episódio: "The Lady and the Luluai"                    |
| 1966      | Dr. Kildare                       | George Parker                 | 2 episódios                                            |
| 1966      | That Girl                         | Policial                      | Episódio: "I'll Be Suing You"                          |
| 1966      | Daktari                           | Kukuia                        | Episódio: "The Test"                                   |
| 1966      | Ride in the Whirlwind             | Joe indiano                   |                                                        |
| 1966      | Run for Your Life                 | Atendente de hotel            | Episódio: "The Treasure Seekers"                       |
| 1966      | The Girl from U.N.C.L.E.          | Tchelba                       | Episódio: "The Jewels of Topango Affair"               |
| 1967      | CBS Playhouse                     | Diretor funerário             | Episódio: "The Final War of Olly Winter"               |
| 1967      | I Spy                             | Chester                       | Episódio: "Cops and Robbers"                           |
| 1967      | Cowboy in Africa                  | Jama                          | Episódio: "Incident at Derati Wells"                   |
| 1967      | Waterhole#3                       | Prince                        |                                                        |
| 1967      | The Monkees                       | Thursday                      | Episódio: "Monkees Marooned"                           |
| 1968      | The Felony Squad                  | Ray Hawkins                   | 2 episódios                                            |
| 1969      | The Reivers                       | Ned McCaslin                  | Indicado: Oscar de Melhor Ator Coadjuvante             |
| 1970      | Bonanza                           | Davis                         | Episódio: "The Power of Life and Death"                |
| 1970      | Storefront Lawyers                | Johnson                       | Episódio: "The Emancipation of Bessie Gray"            |
| 1970      | The Bill Cosby Show               | Felix E. LeBlanc              | Episódio: "The Lincoln Letter"                         |
| 1970      | Bracken's World                   | Freddy Webster, Sr.           | Episódio: "Will Freddy's Real Father Please Stand Up?" |
| 1971      | Confessions of a Top Crime Buster | Detetive George Robinson      | Filme de televisão                                     |
| 1971–1972 | The Partners                      | Detetive George Robinson      | 20 episódios, (último papel)                           |